# 伊斯兰教的斩首
斩首是曾经遍布全球现已逐渐被禁止的处决手段。现如今依旧被伊斯兰主义和伊斯兰极端主义的追随者所主张或使用。
在伊朗、卡塔尔和也门，斩首是一种法律上的死刑手段，但该手段现已暂停执行。沙特阿拉伯的瓦哈比政府使用最多的死刑施行方式是公开斩首，这通常会导致大规模集会，但不允许拍照或录像。然而自2002年以来，诸如基地组织和伊斯蘭國等圣战组织大规模流传着作为一种恐怖和宣传形式的斩首录像。

## 圣辩
据历史学家蒂莫西·弗内什（Timothy Furnish）所述，一些诸如“统一与圣战”、“圣行守护者”等圣战组织用古兰经经文来证明斩首。古兰经默罕默德章所述：“你们在战场上遇到不信道者的时候,应当斩杀他们,你们既战胜他们,就应当俘虏他们。”根据蒂莫西·弗内什的说法，“斩杀他们”（darb ar-riqab）的含义很不明确；Darb可译为“打击、敲打”，ar-riqab可译为“脖子、奴隶或人”；大多数学者将此译为“重击他们的脖子”（smite their necks）。"
犹太部落古莱扎在各种圣训中被提及。在《歷代先知與帝王史》第8章、《布哈里圣训》、《穆斯林圣训实录》和《艾布·达吾德圣训集》中记载了来自这个部落的800到900个男人被默罕默德下令斩首的事件——古莱扎屠杀事件。

## 历史背景
萨拉丁亲自斩杀了第二次东征的十字军骑士沙蒂永的雷纳德。这是由于雷纳德背信弃义，打破了不再袭击穆斯林商队的休战协定。

## 恐怖战术
现代的伊斯兰式斩首至少可以追溯第一次车臣战争时期，当时俄国士兵叶夫根尼·罗季奥诺夫因为拒绝改信伊斯兰教被斩首，后来俄罗斯东正教会将其尊为殉道者。
2002年，美国记者丹尼尔·珀尔在巴基斯坦被基地组织成员哈立德·谢赫·穆罕默德斩首的事件引起了国际关注，杀手对西方文化和犹太人的强烈仇视以及释出的斩首影片使得该事件被社会各界广泛关注。
自2003年以来，斩首已成为在伊拉克的恐怖战术。 平民首当其冲承担斩首的冲击，尽管美国和伊拉克军事人员也被列为目标。绑架受害人后，绑匪通常会向人质的国家政府提出要求，并给予要求达成期限，通常是72个小时。如果政府不遵从绑匪的意愿，绑匪会以斩首相要挟。2015年，日本人质后藤健二和汤川遥菜被斩首的事件就是例子。 原始的斩首录像在互联网上广为流传。最广为人知的美国人被处决事件之一是尼克·贝尔格的斩首。
自2004年以来，泰国南部的叛乱分子开始煽动恐怖袭击，当地的佛教信徒被斩首的事件时有发生。

### 动机

#### 被用作从震惊和恐惧中获得地位和宣传的手段
历史学家蒂莫西·弗内什等人认为斩首是恐怖组织使用的战术，以此来造成最大限度的震惊以及向外界表明他们的组织正在逐渐壮大 然而，西方的观察家也认为基地组织的斩首策略适得其反，穆斯林对其残暴行径的畏缩而导致了集团的衰败。
在2005年7月18日，两名武装分子冲击了泰国南部地区的一家茶馆，将佛教徒Lek Pongpla斩首，将他的头颅留在店门外。

#### 被用作招募工具
根据彼得·R·诺伊曼博士的说法，病毒式的斩首视频多少都对招募西方和中东的圣战者起了作用。其他观察人士认为，虽然基地组织最初用斩首作为宣传工具，可后来才意识到这样做适得其反。伊斯兰国(ISIS)在2014年积极展开斩首策略，可能也察觉到了将斩首作为策略的弊端。

#### 被用作阻止反对派
分析人士认为例如2014年8月对一名佩什梅格士兵的斩首行动其实是一种恐吓手段，用以对抗库尔德武装与西方政府。

## 穆斯林当局的谴责
世界各地穆斯林学者和伊斯兰当局，如美国穆斯林组织委员会、英国穆斯林委员会均谴责伊斯兰主义者的斩首行为。